# Dracy-Saint-Loup
Dracy-Saint-Loup é uma comuna francesa na região administrativa de Borgonha-Franco-Condado, no departamento Saône-et-Loire. Estende-se por uma área de 21,39 km². Em 2010 a comuna tinha 596 habitantes (densidade: 27,9 hab./km²).